# Hottviller
Hottviller és un municipi francès, situat al departament del Mosel·la i a la regió del Gran Est. L'any 2007 tenia 621 habitants.

## Demografia

### Població
El 2007 la població de fet de Hottviller era de 621 persones. Hi havia 227 famílies, de les quals 28 eren unipersonals (12 homes vivint sols i 16 dones vivint soles), 92 parelles sense fills, 99 parelles amb fills i 8 famílies monoparentals amb fills.
La població ha evolucionat segons el següent gràfic:
Habitants censats

### Habitatges
El 2007 hi havia 247 habitatges, 229 eren l'habitatge principal de la família, 3 eren segones residències i 15 estaven desocupats. 223 eren cases i 23 eren apartaments. Dels 229 habitatges principals, 193 estaven ocupats pels seus propietaris, 27 estaven llogats i ocupats pels llogaters i 9 estaven cedits a títol gratuït; 2 tenien dues cambres, 22 en tenien tres, 33 en tenien quatre i 172 en tenien cinc o més. 218 habitatges disposaven pel capbaix d'una plaça de pàrquing. A 94 habitatges hi havia un automòbil i a 123 n'hi havia dos o més.

### Piràmide de població
La piràmide de població per edats i sexe el 2009 era:
| Homes | Edats   | Dones |
| ----- | ------- | ----- |
| 0     | 95 o +  | 0     |
| 0     | 90 a 94 | 4     |
| 8     | 85 a 89 | 4     |
| 0     | 80 a 84 | 8     |
| 20    | 75 a 79 | 0     |
| 16    | 70 a 74 | 28    |
| 20    | 65 a 69 | 16    |
| 12    | 60 a 64 | 16    |
| 16    | 55 a 59 | 16    |
| 20    | 50 a 54 | 16    |
| 24    | 45 a 49 | 32    |
| 48    | 40 a 44 | 40    |
| 20    | 35 a 39 | 24    |
| 12    | 30 a 34 | 12    |
| 16    | 25 a 29 | 12    |
| 12    | 20 a 24 | 8     |
| 56    | 15 a 19 | 20    |
| 44    | 10 a 14 | 24    |
| 12    | 5 a 9   | 8     |
| 0     | 0 a 4   | 12    |

## Economia
El 2007 la població en edat de treballar era de 420 persones, 283 eren actives i 137 eren inactives. De les 283 persones actives 255 estaven ocupades (152 homes i 103 dones) i 28 estaven aturades (7 homes i 21 dones). De les 137 persones inactives 38 estaven jubilades, 42 estaven estudiant i 57 estaven classificades com a «altres inactius».

### Ingressos
El 2009 a Hottviller hi havia 240 unitats fiscals que integraven 627 persones, la mediana anual d'ingressos fiscals per persona era de 16.889 €.

### Activitats econòmiques
Dels 7 establiments que hi havia el 2007, 2 eren d'empreses de comerç i reparació d'automòbils, 1 d'una empresa d'hostatgeria i restauració, 1 d'una empresa financera, 1 d'una empresa immobiliària i 2 d'empreses de serveis.
L'únic servei als particulars que hi havia el 2009 era una oficina bancària.
L'any 2000 a Hottviller hi havia 15 explotacions agrícoles que ocupaven un total de 1.152 hectàrees.

## Equipaments sanitaris i escolars
El 2009 hi havia una escola elemental.

## Poblacions més properes
El següent diagrama mostra les poblacions més properes.